# Ščaslyve (okres Mukačevo)
Ščaslyve, česky také Serenčovce, ukrajinsky Щасливе (do roku 1946 Серенчівці, rusínsky Серенчово), maďarsky Szerencsfalva, je ves v obci Kopynivci, v ivanovecké venkovské komunitě (hromadě), v mukačevském okrese Zakarpatské oblasti Ukrajiny. V roce 2025 zde žilo 316 obyvatel.

## Místní části
- Hiuz, ukrajinsky Гіуз

## Historie
Do uzavření Trianonské smlouvy byla ves součástí Uherska, poté (pod názvem Serenčovce) byla součástí Československa. Od roku 1945 byla součástí Ukrajinské sovětské socialistické republiky, která byla součástí SSSR, a nakonec od roku 1991 je součástí samostatné Ukrajiny.